# Inglaterra en la Copa Mundial de Fútbol de 1998
La Selección de Inglaterra fue uno de los 32 equipos participantes de la Copa Mundial de Fútbol de 1998, que se realizó en Francia.

## Clasificación

### Grupo 2
| Pos. | Equipo     | Pts. | PJ | G | E | P | GF | GC | Dif. | Clasificación |     | ENG | ITA | POL | GEO | MDA |
| ---- | ---------- | ---- | -- | - | - | - | -- | -- | ---- | ------------- | --- | --- | --- | --- | --- | --- |
| 1    | Inglaterra | 19   | 8  | 6 | 1 | 1 | 15 | 2  | +13  | Clasificado   |     | —   | 0–1 | 2–1 | 2–0 | 4–0 |
| 2    | Italia     | 18   | 8  | 5 | 3 | 0 | 11 | 1  | +10  | Segunda Ronda |     | 0–0 | —   | 3–0 | 1–0 | 3–0 |
| 3    | Polonia    | 10   | 8  | 3 | 1 | 4 | 10 | 12 | −2   |               |     | 0–2 | 0–0 | —   | 4–1 | 2–1 |
| 4    | Georgia    | 10   | 8  | 3 | 1 | 4 | 7  | 9  | −2   |               | 0–2 | 0–0 | 3–0 | —   | 2–0 |     |
| 5    | Moldavia   | 0    | 8  | 0 | 0 | 8 | 2  | 21 | −19  |               | 0–3 | 1–3 | 0–3 | 0–1 | —   |     |

 Fuente: 

## Jugadores
| #  | Nombre           | Posición      | Club              |
| -- | ---------------- | ------------- | ----------------- |
| 1  | David Seaman     | Portero       | Arsenal           |
| 2  | Sol Campbell     | Defensa       | Tottenham Hotspur |
| 3  | Graeme Le Saux   | Defensa       | Chelsea           |
| 4  | Paul Ince        | Mediocampista | Liverpool         |
| 5  | Tony Adams 2.º   | Defensa       | Arsenal           |
| 6  | Gareth Southgate | Defensa       | Aston Villa       |
| 7  | David Beckham    | Mediocampista | Manchester United |
| 8  | David Batty      | Mediocampista | Newcastle United  |
| 9  | Alan Shearer     | Delantero     | Newcastle United  |
| 10 | Teddy Sheringham | Delantero     | Manchester United |
| 11 | Steve McManaman  | Mediocampista | Liverpool         |
| 12 | Gary Neville     | Defensa       | Manchester United |
| 13 | Nigel Martyn     | Portero       | Leeds United      |
| 14 | Darren Anderton  | Mediocampista | Tottenham Hotspur |
| 15 | Paul Merson      | Mediocampista | Middlesbrough     |
| 16 | Paul Scholes     | Mediocampista | Manchester United |
| 17 | Rob Lee          | Mediocampista | Newcastle United  |
| 18 | Martin Keown     | Defensa       | Arsenal           |
| 19 | Les Ferdinand    | Delantero     | Tottenham Hotspur |
| 20 | Michael Owen     | Delantero     | Liverpool         |
| 21 | Rio Ferdinand    | Defensa       | West Ham United   |
| 22 | Tim Flowers      | Portero       | Blackburn Rovers  |
| DT | Glenn Hoddle     |               |                   |

## Participación

### Primera fase

#### Grupo G
| Equipo     | Pts | PJ | PG | PE | PP | GF | GC | Dif |
| ---------- | --- | -- | -- | -- | -- | -- | -- | --- |
| Rumania    | 7   | 3  | 2  | 1  | 0  | 4  | 2  | 2   |
| Inglaterra | 6   | 3  | 2  | 0  | 1  | 5  | 2  | 3   |
| Colombia   | 3   | 3  | 1  | 0  | 2  | 1  | 3  | -2  |
| Túnez      | 1   | 3  | 0  | 1  | 2  | 1  | 4  | -3  |

| 15 de junio de 1998, 14:30 | Inglaterra                | 2:0 (1:0) | Túnez | Stade Vélodrome, Marsella                                   |                                                             |
|                            | Shearer 42' · Scholes 89' | Reporte   |       | Asistencia: 55 000 espectadores Árbitro(s): Masayoshi Okada | Asistencia: 55 000 espectadores Árbitro(s): Masayoshi Okada |

| 22 de junio de 1998, 21:00 | Rumania                     | 2:1 (0:0) | Inglaterra | Stade de Toulouse, Toulouse                            |                                                        |
|                            | Moldovan 46' · Petrescu 90' | Reporte   | Owen 81'   | Asistencia: 33 500 espectadores Árbitro(s): Marc Batta | Asistencia: 33 500 espectadores Árbitro(s): Marc Batta |

| 26 de junio de 1998, 21:00 | Inglaterra                 | 2:0 (2:0) | Colombia | Stade Félix Bollaert, Lens                                       |                                                                  |
|                            | Anderton 20' · Beckham 29' | Reporte   |          | Asistencia: 38 100 espectadores Árbitro(s): Arturo Brizio Carter | Asistencia: 38 100 espectadores Árbitro(s): Arturo Brizio Carter |

### Fase final

#### Octavos de final
| 30 de junio de 1998, 21:00 | Argentina                                 | 2:2 (2:2, 2:2) (t. s.)(4:3 p.) | Inglaterra                             | Stade Geoffroy-Guichard, Saint-Étienne                         |                                                                |
|                            | Batistuta 5' (pen.) · Zanetti 45+1'       | Reporte                        | Shearer 9' (pen.) · Owen 16'           | Asistencia: 30 600 espectadores Árbitro(s): Kim Milton Nielsen | Asistencia: 30 600 espectadores Árbitro(s): Kim Milton Nielsen |
|                            |                                           | Tiros desde el punto penal     |                                        |                                                                |                                                                |
|                            | Berti · Crespo · Verón · Gallardo · Ayala |                                | Shearer · Ince · Merson · Owen · Batty |                                                                |                                                                |